# Delitti da mille e una notte
Delitti da mille e una notte (titolo originale The Arabian Nights Murder), pubblicato in Italia anche con i titoli Notti arabe e Delitto da mille e una notte, è un romanzo giallo di John Dickson Carr del 1936. È il settimo della serie che ha per protagonista il dottor Gideon Fell.

## Trama
Nella biblioteca del dottor Gideon Fell si trovano riuniti tre rappresentanti delle forze dell'ordine: l'ispettore John Carruthers, il vice-alto commissario di polizia Sir Herbert Armstrong e il sovrintendente David Hadley. A turno, i tre raccontano la storia di come Scotland Yard si trovi di fronte a un problema insolubile. Quattro mesi prima, un museo privato di Londra di arte orientale, il Museo Wade, è stato teatro di avvenimenti bizzarri, culminati in un omicidio. Un uomo con una barba bianca finta e occhiali cerchiati di tartaruga fugge dal museo scavalcando il muro di cinta e aggredendo un sergente di polizia, prima di scomparire in mezzo a una strada deserta. Quando la polizia perlustra il museo, viene ritrovato all'interno di un'antica carrozza un cadavere, vestito da sera, con barba finta nera e occhiali scuri, pugnalato al cuore, che stringe in mano un ricettario da cucina. Il guardiano notturno giura che nessuno è entrato nel museo quella notte, ma vicino alla porta d'ingresso ci sono impronte di passi lasciate da polvere di carbone, e sul muro di una sala ci sono tracce che dimostrano che qualcuno ha tirato del carbone contro il muro. Per di più, il khanjar con il quale è stato commesso il delitto è sparito da una delle bacheche della sala, e al suo posto è stato lasciato un paio di baffi finti. I tre poliziotti, in fasi successive del caso, devono farsi strada attraverso un labirinto di circostanze bizzarre, prima di poter elaborare una soluzione del delitto che sembra quella giusta. Sfortunatamente, però, è impossibile provarla in tribunale. Invocare l'esperienza del dottor Fell è l'ultima spiaggia prima che la legge si arrenda di fronte all'astuzia dell'assassino.

## Personaggi principali
- Geoffrey (Jeff) Wade - milionario e proprietario del Museo Wade
- Jerry Wade - suo figlio
- Miriam Wade - sua figlia
- Sam Baxter - diplomatico, amico di Miriam
- Richard Butler - giornalista, amico di Miriam
- Harriet Kirkton - amica di Miriam
- Ronald (Ron) Holmes - direttore del Museo Wade, amico di Miriam
- Gregory Mannering - "soldato di ventura"
- Dottor William Augustus Illingworth - sacerdote, studioso di antichità orientali
- Raymond Penderel - un misterioso sconosciuto
- Signora Reilly - sua padrona di casa
- Pruen - custode notturno del museo Wade
- John Carruthers - ispettore di polizia
- Sergente Hoskins - poliziotto
- Sir Herbert Armstrong - Vice Alto-Commissario di Scotland Yard
- Popkins - suo segretario
- David Hadley - Sovrintendente del CID di Scotland Yard
- Dottor Gideon Fell - investigatore

## Critica
"Questo romanzo del 1936 è forse tecnicamente il punto più alto raggiunto da Carr, nella sua combinazione di complessità, narrazione, umorismo, atmosfera e caratterizzazione dei personaggi. La trama del libro è fantastica, bizzarra e umoristica, con un aspetto spiacevolmente strano oltre che comico. [...] Delitti da mille e una notte evidenzia una struttura che ricorda la scuola di Van Dine. Come in La dea della vendetta di Van Dine, la storia si svolge in un museo privato, in questo caso di arte araba. I sospetti sono principalmente degli esperti del settore, come in Van Dine. Costruire un mistero intorno a un gruppo di intellettuali che sono tutti specialisti in qualche materia è un classico approccio della scuola di Van Dine. Carr evita anche la finta atmosfera sovrannaturale di molti dei suoi romanzi in favore di uno strepitoso stile da grande avventura. L'enfasi posta sulle pieghe più surrealiste della trama ricorda anche altri membri della scuola di Van Dine, come Ellery Queen; così pure l'enorme complessità della trama della storia."

## Edizioni
- John Dickson Carr, Delitti da mille e una notte, traduzione di Maria Luisa Bocchino, Oscar Gialli (n. 129), Mondadori, 1984,  p. 318.